# Angelo Stano
Angelo Stano   (Santeramo in Colle, 6 de gener de 1953) és un dibuixant de còmics italià. Va proporcionar dibuixos per a Dylan Dog, inclòs per a la primera història. Va ser, fins al tema núm. 363, l'artista de la portada de la sèrie i més tard va ser substituït per Luigi Cavenago.

## Biografia
Angelo Stano va néixer a Santeramo in Colle, a la província de Bari, al sud d'Itàlia. El 1971 es va traslladar a Milà.
El seu debut com a il·lustrador de còmics va arribar el 1973 amb una producció de De la terra a la lluna de Jules Verne. Dos anys més tard va produir diversos contes per a Audax, publicats per Mondadori.
El 1975, va crear contes per al setmanari Audax, dirigit per Nino Cannata per a Arnoldo Mondadori Editore, així com breus episodis de relats bèl·lics per a l'Editorial Dardo.
Després de diverses col·laboracions amb altres editorials (Ediperiodici, Edifumetto, Staff di If, Corrier Boy, Universo), el 1985 va ser escollit per Sergio Bonelli Editore per dibuixar el primer episodi de Dylan Dog, escrit per Tiziano Sclavi. Stano el va dibuixar amb un estil inspirat en part per l'artista Egon Schiele. Stano va substituir Claudio Villa com a portada de la sèrie amb el número 42.
El 1991, va il·lustrar el Tarot de Dylan Dog dissenyat per Tiziano Sclavi. L'obra va ser publicada per The Beetle a Torí juntament amb Entrevista a Dylan Dog, escrita per Giordano Berti.
L'any 1992, va ser guardonat amb el Premi Bonaventura de Treviso Comix per les reimpressions de cartró Arnoldo Mondadori Editore dedicat a Dylan Dog.
De 1981 a 1999, va ensenyar a l'Escola de Còmics de Milà.
Stano va escriure i il·lustrar el número de Dylan Dog anomenat "La legione degli scheletri" publicat el desembre de 2012, a més de la portada.